# Селенид диниобия
Селенид диниобия — бинарное неорганическое соединение
ниобия и селена
с формулой Nb2Se,
кристаллы.

## Получение
- Сплавление стехиометрических количеств чистых веществ:

{\displaystyle {\mathsf {2Nb+Se\ {\xrightarrow {1515^{o}C}}\ Nb_{2}Se}}}

## Физические свойства
Селенид диниобия образует кристаллы
моноклинной сингонии,
пространственная группа C 2/m,
параметры ячейки a = 1,3992 нм, b = 0,3422 нм, c = 0,9283 нм, β = 91,76°, Z = 8
.